# Linguística cognitiva
A linguística cognitiva abarca os linguistas adeptos de uma abordagem do estudo da língua que se baseia na percepção e conceitualização humana do mundo, ou seja, predominam os estudos sobre a semântica e os significados ao invés dos estudos da gramática ou descrição da língua Segundo Chiavegatto inicialmente os estudos e as pesquisas com foco no significado,  foram relegadas ao segundo plano, porque ainda não tinham sido encontrados critérios adequados para tratar cientificamente do inter-relacionamento entre as formas linguísticas, aspectos cognitivos e eventos sociais e culturais para a descrição do funcionamento da linguagem, os primeiros linguistas deram prioridade aos estudos com foco no significante, pois isto permitiria que a ciência da linguagem marcasse sua autonomia diante das demais ciências sócio-humanas modernas.

## Desenvolvimento
No século XX, a abordagem mais influente no estudo da linguagem foi o estruturalismo: os linguistas se interessaram muito pelos aspectos descritivos e meramente estruturais dos próprios sistemas linguísticos, tais como o sistema de sons e o sistema da gramática. Uma característica central do estruturalismo é que ele focaliza a estrutura interna da língua, e não o modo como a língua se relaciona com o mundo não linguístico. Nem a língua é vista como um sistema autônomo (como no estruturalismo), nem a faculdade da linguagem é vista como uma faculdade autônoma (como na abordagem da Gramática Gerativa). Alguns dos principais linguistas dessa corrente são George Lakoff, Ronald Langacker, Leonard Talmy e Gilles Fauconnier.
Para Chiavegatto (o.c.) foi com Edward Sapir em 1921, que a relação entre língua e cultura começou a ser estudada do ponto de vista da especificidade cultural e relação entre a língua e o povo que dela se utiliza para a comunicação.
Alguns estudiosos da Linguística Textual, influenciados pelos estudos da Cognição, especialmente pelas vertentes conexionistas, consideram que processos sociocognitivos são fundamentais nas atividades de linguagem. Entre eles, MONDADA L.; DUBOIS, D.; KOCH, I. V. G.; MARCUSCHI, L. A.; SCHWARZ, M. Para estes autores, a língua não é meramente um instrumento de representação do mundo, pois há uma dinâmica relação entre a linguagem, o mundo e os sentidos que emergem dessa relação. Para os adeptos desta abordagem, os “objetos” do mundo não espelham objetivamente a realidade das coisas, pois o signo linguístico não é imutável. Há que se considerar os contextos de produção e de recepção, os aspectos discursivos, interacionais, sociocognitivos e históricos da linguagem. Dessa forma, os objetos por meio dos quais os sujeitos compreendem o mundo são elaborados nas práticas discursivas situadas, ou seja, em contextos de interação linguística. 
Nessa abordagem questões linguísticas e psicológicas estão estreitamente imbricadas, na medida em que todas duas são concernentes às práticas e aos discursos, cabendo a ressalva que tais pontos de vista devem ser diferenciadas a fim de evitar uma redução de um nível a outro. O fundamento comum de tais abordagens é a importância concedida à dimensão intersubjetiva das atividades linguísticas e cognitivas, responsáveis pela produção da ilusão de um mundo objetivo (da objetividade do mundo), “pronto” para ser percebido cognitivamente pelos indivíduos racionais.